# Anarta nigrolunata
Anarta nigrolunata là một loài bướm đêm thuộc họ Noctuidae. Nó được tìm thấy ở Bắc Cực và vùng núi cao Canada.
Anarta melanopa được xem là đồng nghĩa của Hadula nigrolunata, nhưng Lafontaine và Troubridge cho rằng có một số khác biệt để phân biệt chúng là loài riêng biệt.